# Magnus Maximus
Magnus Maximus (Welsh: Macsen Wledig), ook wel Maximianus, (335?–28 juli 388) was keizer over het westelijk deel van het Romeinse Rijk van 383 tot zijn dood in 388.

## Leven

### Opkomst
Maximus is geboren in Keltiberisch Gallaecia in Spanje, mogelijk in het jaar 335, op het landgoed van zijn neef Theodosius de Oudere. Hij was de zoon van generaal Flavius Julius Eucherius en Marcellinus was zijn broer. Van zijn vroege leven weten we niets, hij duikt pas op rond 369, als hij in het Romeinse leger dient onder zijn neef comes Britanniarum Theodosius de Oudere wanneer die erop uitgestuurd wordt door keizer Valentinianus I om een opstand, de 'Grote Samenzwering', in Britannia neer te slaan. Hij vergezelde Theodosius eveneens naar Raetia en Africa (373) om nog meer usurpators te verjagen. Firmus werd in Mauretania verslagen. In 376 was Maximus in het Donaugebied om toe te zien op het goede verloop van de volksverhuizing van de Goten, die waren verjaagd door de Hunnen en bij keizer Valens om asiel hadden gevraagd. Mogelijk was hij ook aanwezig bij de slag bij Adrianopel, waar keizer Valens en het grootste deel van het Oost-Romeinse leger werden afgeslacht. Dit is echter niet zeker.
Rond 380 werd Maximus benoemd tot comes Britanniae (een soort generaal in Britannia). In 381 voerde hij succesvol campagne tegen de binnenvallende Schotten en Picten, die het noorden van Britannia onveilig maakten.

### Maximus als keizer
In 383 riepen zijn troepen hem tot keizer uit. Maximus vertrok direct naar Gallia om daar buiten Parijs zijn grootste tegenstander Gratianus op het slagveld te ontmoeten. Gratianus werd na vijf dagen door zijn troepen verraden en vluchtte. Maximus' magister equitum Andragathius achtervolgde en doodde hem echter op 25 augustus dat jaar.
Het is niet helemaal duidelijk waarom Maximus in opstand kwam. Waarschijnlijk had hij gehoopt dat Theodosius I, de opvolger van Valens en zoon van Theodosius de Oudere, hem zou erkennen vanwege zijn band met Theodosius' vader. Theodosius benoemde echter in 383 zijn zoontje Arcadius tot keizer.
Maximus maakte Augusta Treverorum (Trier) tot zijn hoofdstad in Gallië, en van daaruit regeerde hij ook over Britannia en Spanje. Hij wilde echter meer en verzamelde een leger om het Italia van Valentinianus II, het twaalfjarige halfbroertje en opvolger van Gratianus, binnen te vallen. Hij werd hiervan in 384 weerhouden door bisschop Ambrosius van Milaan, die kwam onderhandelen, en magister militum Bauto, die de Alpenpassen ondertussen liet versterken. Er werd vervolgens een overeenkomst gesloten zodat Valentinianus en Theodosius Maximus zouden erkennen als medekeizer (Augustus) en Maximus Valentinianus met rust zou laten. In datzelfde jaar benoemde Maximus zijn zoontje Flavius Victor tot medekeizer.
Maximus verbleef vier jaar in Trier en had gedurende die tijd een ongemakkelijk compromis met de andere keizers. Zijn regering verliep rustig, en hij werd vrij populair, hoewel hij tegen ketters met harde hand optrad. In de tussentijd werd het oostelijke leger door Theodosius verder opgebouwd en uitgerust voor een burgeroorlog tegen Maximus.

### Ondergang
In de herfst van 387 kwam Maximus zelf in beweging en viel hij alsnog Italië binnen. Hij verjoeg Valentinianus uit Milaan die hulp zocht bij de oostelijke keizer in Constantinopel. Franken ondermijnden Maximus' positie door onder hertog Marcomer Noord-Gallië binnen te vallen. In het voorjaar van 388 viel Maximus het leger van Theodosius aan, maar werd in de slag aan de Sava verslagen. Andragathius werd bij Siscia verslagen en Maximus' broer Marcellinus in de slag bij Poetovio. Maximus werd gevangengenomen en geëxecuteerd bij Aquileia. Flavius Victor werd door Theodosius' generaal Arbogast in de herfst in Trier gewurgd.
Maximus' heerschappij bleek een voorbode voor wat het West-Romeinse Rijk te wachten stond in de laatste eeuw van zijn bestaan. Geruzie tussen de Kerk en de keizer, generaals die de dienst uitmaken en barbaarse volken die de legers besturen. Magnus Maximus was feitelijk de laatste keizer in het westen met nog veel macht. Valentinianus II, die na Maximus' dood terugkeerde als keizer in het westen, had weinig in te brengen, en ook zijn opvolgers werden meestal overvleugeld door generaals en regenten.
Het wegtrekken van de troepen door Magnus Maximus werd aangegrepen door de Picten om versterkte aanvallen op Britannia uit te voeren, en na zijn dood duurde het nog enige tijd voor de orde hersteld was.

## De legende volgens Geoffrey van Monmouth
Volgens de legende, zoals beschreven door Geoffrey van Monmouth was Magnus Maximus tevens koning van Britannia. Maximus ('Maximianus' genoemd door Monmouth) was een neef van koning Cole, via diens broer Ioelinus. Cole's dochter Helen was, volgens Monmouth, getrouwd met Constantius en de moeder van keizer Constantijn. Zo zou Maximus aan Constantijn verwant zijn. Als Kelt (Brit) van Spaanse afkomst volgde hij Octavius op als koning. Zijn moeder was Romeinse en via beide ouders was Maximus van koninklijke huize.
In Monmouths verhaal wilde Octavius, koning der Britten, zijn dochter uithuwelijken aan een machtige half-Romeins, half-Britse leider en de kroon over Brittannië overdragen aan die echtgenoot. Alhoewel zijn verhaal over de ontmoeting ongetwijfeld verzonnen is, is er wat bewijs aan te voeren. Caradocus, de hertog van Cornwall, steunde het huwelijk tussen Octavius' dochter en Maximus. Conan Meriadoc was er boos over dat hij, als neef van Octavius, de heerschappij niet zou erven. Caradocus' zoon Mauricius reisde naar Rome om Maximus uit te nodigen. Maximus ging akkoord, en vertrok uit Rome naar Brittannië. Monmouth verhaalt dat Maximus gedurende zijn reis, terwijl hij Frankische steden plunderde, een leger wierf. Per abuis werd zijn aankomst in Southampton gezien als een invasie, en hij raakte bijna slaags met een Brits leger onder aanvoering van Conan Meriadoc voordat overeenstemming was bereikt.
Na onderhandelingen werd Maximus gekroond tot koning van de Britten, en Octavius ging met pensioen. Na verscheidene gevechten sloten Maximus en Conan vrede. Volgens legendes uit Wales was Maximus verantwoordelijk voor het terugtrekken van Romeinse troepen uit Wales, twintig jaar voordat de rest van Brittannië zelfbestuur kreeg.
Na vijftien jaar op de troon stelde Magnus Maximus een vloot samen en viel Gallië binnen, waarbij hij de macht over Brittannië overdroeg aan Caradocus. Hij versloeg Imbalt, de hertog van de Franken in Armorica en doodde duizenden inwoners. Honderdduizend Britten moesten het gebied opnieuw bevolken en dertigduizend soldaten Armorica beschermen. Voordat hij daar vertrok hernoemde hij het land Brittany en stelde Conanus (Welsh: Kynan Medriadec, Frans: Conan Meriadoc), de rebelse neef van Octavius aan als koning. Ook Germania onderwierp hij. Hierna zou hij vanuit Gallië keizer zijn. Maximus had zijn troon in Trèves. Hij nam wraak op de keizers, die hem eerder 'hadden verbannen uit het derde deel van het rijk dat hij begeerd had'. Gratianus doodde hij en Valentinianus verdreef hij uit Rome.
Conan vroeg ondertussen koning Dionotus (Deonotus, Dunawt) van Cornwall, die zijn broer Caradocus was opgevolgd, om vrouwen te sturen. Zelf had Conan een oogje op Dionotus' dochter (St. Ursula). Zij vertrok met 11.000 edelvrouwen en 40.000 vrouwen van eenvoudiger afkomst per schip naar Armorica. Maar de schepen vergingen of dreven door de storm af naar verschillende eilanden. Daar vielen ze in handen van Wanius, de koning van de Hunnen en Melga, de koning van de Picten. Gratianus had hen naar Germania gestuurd om de voorstanders van Maximus dwars te zitten. Toen ze merkten dat Brittannië zonder krijgers was achtergebleven, landden ze in Alban en slachtten de boeren af van het Britse koninkrijk. Toen Maximus er achter kwam stuurde hij Gratianus ('toevallig dezelfde naam' als keizer Gratianus) met twee legioenen om Brittannië te steunen. Gratianus verdreef de twee koningen naar Ierland. Intussen was Maximus door vrienden van keizer Gratianus in Rome verslagen. Gratianus riep zichzelf in Brittannië tot koning uit, toen hij dit nieuws vernam.

## Mabinogion
Breudwyt Macsen Wledic behoort niet tot de vier oorspronkelijke takken van de Mabinogi, maar is een van de traditionele verhalen die in de vertaling door Charlotte Guest toegevoegd zijn.
In dit verhaal is Macsen Wledic keizer van Rome als hij tijdens een jachtpartij in slaap valt en droomt over een lange reis aan het einde waarvan hij een vrouw ontmoet. Hij wordt verliefd op deze vrouw en verwaarloost het bestuur van zijn land. Zijn raadgevers laten hierop de vrouw zoeken, maar ze lijkt onvindbaar te zijn. Hierop gaat Macsen Wledic zelf op zoek en hij vindt Elen op het eiland Anglesey bij Wales. Hij trouwt met haar en laat drie forten bouwen: Segontium (Caernarfon), Caerfyrddin en Caerleon.
Na verloop van tijd willen de Romeinen hem echter afzetten als keizer en vertrekt hij samen met de broers van Elen naar Rome om het keizerschap te heroveren.